# Halfen (Marke)
Halfen ist ein Marke für Verankerungstechnik und  Bewehrungstechnik. 
Hergestellt werden die Produkte von der Leviat GmbH (bis Ende 2021 Halfen GmbH) mit Sitz in Langenfeld (Rheinland), ein Tochterunternehmen der irischen CRH. 

## Geschichte
Seit 1929 wird die Halfenschiene vertrieben, die eine geometrische Ausbildung gegen Betonabplatzungen aufweist. Seit 2006 ist Halfen ein Unternehmen der Cement Roadstone Holding in Irland.
Ende 2021 wurde die Halfen GmbH mit der Ancon GmbH zur Leviat GmbH verschmolzen. Leviat ist in mehr als 60 Ländern tätig.
Es werden über 20.000 Produkte angeboten, im Bereich Verankerungstechnik, Bewehrungstechnik, Montagetechnik, Fassaden-Befestigungstechnik, Transportankersysteme und Zugstabsysteme.